# جلال‌الدین قزوینی
جلال‌الدین محمد بن عبدالرحمان قزوینی (۱۲۶۸ م/ ۶۶۶ ه‍.ق - ۱۳۳۸ م/ ۷۳۹ ه‍.ق) فقیه و زبان‌شناس عرب‌زبان ایرانی‌تبار اهل عراقِ امروز بود.